# ادوارد لاسکر
ادوارد لاسکر (انگلیسی: Edward Lasker؛ ۳ دسامبر ۱۸۸۵ – ۲۵ مارس ۱۹۸۱) یک شطرنج‌باز اهل آلمان بود.